# Династия Ли
Династия Ли (вьет. nhà Lý, тьы-ном 家李, читается ɲâː lǐ), также Поздние Ли (вьет. nhà Hậu Lý, тьы-ном 家後李, ɲâː hə̂ˀw lǐ) — одна из династий, правивших вьетским государством Дайковьет. Её правление продолжалось с 1009 по 1225 год. Начало династии положил Ли Тхай То (вьет. Lý Thái Tổ), сместивший предшествовавшую династию ранних Ле (вьет. nhà Tiền Lê, ня тьен ле), а завершилась она, когда восьмилетнюю королеву Ли Тьеу Хоанг (вьет. Lý Chiêu Hoàng) заставили отказаться от трона в пользу мужа, Чан Кань (вьет. Trần Cảnh). В общем, Поздние Ли правили страной 216 лет. В правление Ли Тхань Тонга (вьет. Lý Thánh Tông) Дайковьет получил название «Дайвьет» (вьет. Đại Việt).

## История

### Предпосылки
После смерти Динь Бо Линя (вьет. Đinh Bộ Lĩnh) в 979, империя Сун попыталась направить в Дайковьет своих вассалов для возобновления контроля над Дайковьетом. Ле Хоан (вьет. Lê Hoàn), главнокоманующий армиями Динь Бо Линя, захватил трон и успешно отразил нападение китайцев в 981 году в Битве на реке Батьданг.
Династия Поздние Ли началась с императора Ли Конг Уана (вьет. Lý Công Uẩn) (1009). Поздние Ли — первая династия, которая смогла удерживать власть десятилетиями, а также расширять территорию.
В политике произошли значительные изменения: Поздние Ли создали администрацию, которая правила, основываясь на власти закона, а не автократично. То, что Ли избрали столицей крепость Дайла (вьет. Đại La), позже переименованную в Тханглонг (современный Ханой), даёт понять, что экономическое могущество было для них более важно, чем военные походы.
При Поздних Ли, Дайковьет, переименованный в 1054 году в Дайвьет, был процветающей монархией с централизованным управлением.
Основной религией оставался буддизм, хотя по стране из Китая распространялось конфуцианство, что вызвало открытие в 1070 году первого университета под названием «Храм Литературы». В него отбирали незнатных горожан для обучения.

#### Ли Конг Уан
Ли Конг Уан был сиротой, в детстве его воспитывали при храме; благодаря своей верности он дослужился до поста командующего дворцовой охраной: летопись «Краткая история Вьета» сообщает: «Когда Чунг Тонг был убит Нгоа Чьеу, все высшие чиновники разбежались. Только один вуа [Ли Тхай То] обнимал тело [Чунг Тонга] и плакал».
Недовольство при дворе династией ранних Ле оформилась в заговор, куда вошли представители дворцовой чиновничьей знати (Дао Кам Мок) и сангхи (Ван Хань), компромиссной фигурой на роль будущего правителя страны стал получивший буддийское образование безродный Ли Конг Уан.
Принимавший деятельное участие в антиправительственном заговоре и стремившийся посадить на трон своего ученика Ли Конг Уана Ван Хань, известный среди современников даром предсказания, истолковал знаки, появившиеся в результате попадания молнии в хлопковое дерево, росшее на родине Ли Тхай То, как указывающие на то, что династия Ле падет, а на её место придёт династия Ли. По-видимому, это легитимизирующее переворот предсказание получило широкое распространение в народе, поэтому Ли Конг Уан укрыл своего учителя в Бакшоне.
Ли Конг Уан сменил Ле Хоана в 1009 году и основал династию Ли. Конг Уан взял имя Ли Тхай То (вьет. Lý Thái Tổ).
Переворот произошёл после смерти Ли Нгоа Чьеу, которому должен был наследовать его малолетний сын. Ли Конг Уан, судя по всему, был возведён на престол с единодушного согласия всех высших чиновников двора, тем более что в стране уже некоторое время было неспокойно и чиновникам столицы был нужен человек сильной руки: во главе государства встал один из высших военных.

### Правление

#### Начало правления
Первые мероприятия, предпринятые Ли Тхай То, основателем новой династии, носили устроительный характер: императору был предоставлен почётный титул, всей его семье также были присвоены высочайшие титулы, его сын Фат Ма был назначен наследником престола. Участники заговора против предыдущей династии были награждены: старшая дочь императора была выдана замуж за Дао Кам Мока, который вместе со своими родственниками также получил высокие титулы. В начале 1010 года был установлен девиз правления, была объявлена общая амнистия в государстве.
Новый император перенёс столицу Дайковьета из Хоалы в Дайла, город, расположенный в более экономически развитом регионе страны. Обретшее независимость менее ста лет назад государство стремительно входило в число сильнейших стран региона, и его новая столица должна была соответствовать новому внешнеполитическому положению страны, поэтому нет ничего удивительного в тех многочисленных упоминаниях о создании архитектурных сооружений в новой столице.
Согласно легенде, во время переноса столицы из Хоалы на место новой столицы, на императорском корабле появился жёлтый дракон, поэтому Дайла переименовали в Тханглонг («Взлетающий дракон»). Авторитетный советский и российский исследователь Д. В. Деопик отмечает, что новое название «отражало, по-видимому, не только легенду, но и ощущение быстрого подъема государства…».
Согласно летописи «Полное собрание исторических записок Дайвьета», в 1009 году Ли Тхай То выделил 20 000 куанов (что было равно 200 000 тьенов или 14 миллионам донгов) только для найма рабочих-медеплавильщиков, по-видимому, для строительства новой столицы.
В 1010 году в Тханглонге было построено около 10 дворцов, несколько храмов и другие сооружения. В последующие годы строительство не было столь активным, однако, картина, созданная в летописи «Вьет шы лыок», создает впечатление о обширном строительстве в новой столице (особенно в начале правления Ли Тхай То). В 1012 году был построен дворец для наследного принца, интересно, что он был построен вне запретного города в гуще городских кварталов: наследник престола должен быть осведомлён о делах простого народа.
В столице помимо административных сооружений, резиденций правителя и т. п. было широко развёрнуто строительство буддийских культовых сооружений. «Вьет шы лыок» упоминает о сооружении храмов и ступ в 1010, 1011, 1016 годы.

#### Внутренняя военная политика
Первые годы правления Ли Тхай То выдались неспокойными. Летописи сообщают о четырёх походах против различных «мятежников» за 1011—1014 годы. По-видимому, центром первоначальному сопротивлению взошедшей на трон династии стали южные окраинные районы государства, территория современной провинции Тханьхоа, куда в 1011 году (поход против восставших мыонгов) и в 1012 году император самолично возглавил походы. В 1013 году Ли Тхай То вновь возглавляет поход, однако, на этот раз на северо-запад уже против племён-данников в современную провинцию Туенкуанг. В 1014 году армию против мятежных племен возглавил уже младший сын Дао Кам Мока. Последующие годы также, скорее всего, были не очень спокойными, однако, выступления второй половина 1010-х гг. по-видимому были менее многочисленные и не настолько опасными для государственной власти, чтобы посылать против них крупных военачальников или возглавлять походы самим императором, поэтому упоминаний о них в летописях не встречается. В дальнейшем походы против мятежников продолжались, целью их было обучение наследника военному делу.

#### Тямпа, Кхмерская империя и Китай
Через два года после восхождения на престол Ли Тхай То Тямпа прислала посольство ко двору посольство, а в следующем году и вторично в 1014 году дипломатическую миссию в Дайковьет направила Камбуджадеша. Таким образом две крупные соседние державы признали новую династию, однако важнейшим оставался вопрос об урегулировании отношений с Сунами, тем более, что временно отстранённые от власти представители династии ранних Ле направили посла с данью и просьбой о помощи против узурпировавшего власть Ли Тхай То. Однако Суны не решились вступить в конфликт с новым правителем Вьетнама. После совершения переворота одним из срочных мероприятий, предпринятых Ли Тхай То, было отправление посольства в Китай. Поставленные перед выбором конфликта или мирного сосуществования вместе с новыми правителями Вьетнама Суны предпочли признать переворот и не поддерживать представителей свергнутой фамилии. «Поскольку это в обычаях мань (здесь — вьетов), не стоит их наказывать», — был ответ китайского императора. Уже в 1011 году в Китай было направлено следующее посольство с данью.
Суны первоначально пожаловали императору Дайковьета титул Зяоти-выонга (кит. упр. 交趾王, пиньинь Jiāozhǐ wáng), а чуть позже, в 1017 году — титул Намбинь-выонга (кит. упр. 南平王, пиньинь Nánpíng wáng). И. Н. Машкина отмечает, что «в китайских пожалованиях выработалась определенная последовательность, в какой давались титулы королю Вьета. При вступлении на престол это был целый набор чиновничьих должностей, названия которых выражали его преданность и верность императорскому Китаю, затем — титул вана области Цзяочжи, и только потом, если надо было особо привлечь и одарить короля, ему жаловался титул Наньпин-вана».
Таким образом, де-юре Дайковьет продолжал находиться в вассальной зависимости от Китая, однако, де-факто отношения вассалитета сводились лишь к церемониальным подношениям вьетнамцами номинальной дани Сунам.
В 1020 году Дайковьет вмешался в борьбу за престол в Тямпе. Армию, двинувшуюся в это государство, возглавил наследный принц Ли Фат Ма. Отряды вьетнамцев вторглись в северные провинции Тямпы, к югу от Хоаньшона. Д. В. Деопик пишет: «Наличие союзника обусловило некоторый успех дружественных ему тямов, но ни о каком усилении влияния или землях речь не шла; приглашение со стороны одной из тямских группировок и было обусловлено неопасностью (тогда!) вьетов для Тямпы. Традиция таких приглашений оставалась у тямов и особенно у кхмеров ещё очень долго, у вьетов же она была гораздо слабее».

#### Дальнейшее правление
Первый век правления Ли был ознаменован войнами с Китаем и двумя индианскими королевствами — Тямпой и Ченлой. После победы на всех фронтах Ли правили в мирной стране, что позволило установить буддийскую традицию правления, близкую к тем, что существовали в соседних странах. Буддизм стал государственной религией, члены королевской семьи и знать совершали паломничества, иногда даже уходили в монастырь насовсем. Бонзы стали привилегированным классом и освобождались от военной службы. В то же время, набравший популярность среди простого народа буддизм был сильно вьетнамизирован, смешался с магическими ритуалами и традиционной медициной.
Во время правления Поздней Ли Вьетнам начал долгий путь на юг, во владения кхмеров и тямов. Ле Хоан захватил тямскую столицу Индрапура в 982 году, а тямы основали другую в Виджайе. Виджайю вьетнамцы взяли дважды, чем вынудили в 1079 году правителей Тямпа передать Дайвьету три северные провинции. Спустя некоторое время вьетнамцы продолжили захват территории, превращая пустовавшие земли в рисовые поля. Правители из Ли поощряли развитие земледелия, приказывая рыть каналы и рвы, а также позволяя солдатам полгода проводить дома в полях. С увеличением территории, Ли стали перенимать опыт управления у Китая, желая построить сильное, централизованное государство. В 1075 году прошли всевьетнамские экзамены, по результатам которых были отобраны кандидаты на должности мелких чиновников. Институт государственной службы и имперская академия были основаны годом позже. В 1089 была введена иерархия для чиновников, включавшая девять рангов для гражданских и девять для военных чинов. Экзамены стали обязательными, а ранги присваивались согласно результатам литературных соревнований.

#### Война с Сун
В отношениях с царствовавшей в то время в Китае династией Сун Ли действовали как вассалы, хотя в зените могущества Дайвьет посылал пехоту на территорию Китая для того, чтобы биться с Сун.
В 1075 году сунский премьер-министр Ван Аньши сообщил императору, что Дайвьет разрушен Тямпой, население его составляет меньше десяти тысяч, и это шанс захватить Дайвьет. Император снарядил армию и выпустил декрет, запрещающий торговать с Дайвьетом. Узнав об этом, дайвьетский император послал генералов Ли Тхыонг Кьета (вьет. Lý Thường Kiệt) и Тон Дана (вьет. Tôn Đản) с более чем стотысячным войском, чтобы нанести упреждающий удар по Сун. В сорокодневной битве у Наньнина вьетнамские солдаты победили, захватив в плен генералов трёх сунских армий.
В следующем году Сун сформировала военный альянс Тямпой и Кхмерской империей, вместе они послали армии на завоевание Дайвьета. Император Ли Нян Тонг снова послал Ли Тхыонг Кьета, одного из наиболее талантливых стратегов страны. Ли Тхыонг Кьет установил колья под водой реки Ньы Нгует, а затем загнал китайских воинов в получившуюся ловушку. Более тысячи воинов погибло. Сун была вынуждена отступить. Согласно легенде, в это время Ли Тхыонг Кьет создал своё знаменитое стихотворение Нам куок шон ха (вьет. Nam Quốc Sơn Hà) (реки и горы южной страны), которая утверждала право вьетнамцев на эти земли. Нам куок шон ха считается первой вьетнамской декларацией независимости.

#### Экономика
В 1010 году Ли Тхай То изменил административное деление: теперь крупнейшей единицей были не 10 дао (вьет. đạo), а 24 ло (вьет. lộ). Ло в горных районах делились на тяу (вьет. châu), а в низинах — на фу (вьет. phủ). Дальнейшее деление производилось, соответственно, на хюэн (вьет. huyện) и зяп (вьет. giáp), а затем — на хыонг (вьет. hương) и ап (вьет. ấp).
Министры назывались тхай (вьет. thái). Там тхай — три образованных мандарина: тхай шы (вьет. Thái sư), тхай бао (вьет. Thái bảo) и тхай фо (вьет. Thái phó) и военный министр тхай уи (вьет. Thái úy). Тхаям подчинялись чьеу (вьет. Thiếu).
Одним из первых мероприятий в социально-экономической сфере стала налоговая реформа: проходила унификация системы социально-экономических отношений между государством и основной массой населения, вводя в заключительную стадию централизации государства после восстановления независимости и недолгой раздробленности. В 1013 году в Дайковьете было введено шесть основных налогов: на рисовые поля, сады, рыбные пруды; на поля под шелковичными кустами и наносные земли; . на продукты природы, если они поступали на рынок; на соль (на внешней границе и на внутренних таможнях); на рога носорога, бивни слона и благовонные масла, добываемые в горах; на благовонное дерево для курений, фрукты и цветы.
Список налогов не упоминает налог с солеварен, полвека спустя собираемый солью. Налог на рисовые поля собирали и исчисляли в снопах. Только в 1042 году уже при Ли Тхай Тонге был введён новый налог в пользу сборщиков в размере 1/10 от основного собранного налога, а до этого оплата труда сборщика не была никак регламентирована. Первоначально сбором налогов занимались родственники и даже родственницы (что удивительно) императора, что понятно при общей нехватке чиновничества при первых императорах Поздних Ли. Д. В. Деопик полагает, что «государственные налоги со свободных крестьян в это время составляли от 1/10 до 1/6 урожая в обычное время».
В 1016 году было объявлено об отмене рисового налога на три года для всех крестьян страны. Это была обычная мера во время прихода к власти новой династии во Вьетнаме. Возможно, к этому побудили также внутренняя нестабильность первых годов правления Ли Тхай То
Законы в Дайвьете при Ли, в основном, создавались королевскими эдиктами, хотя гражданское, уголовное, судебное, семейное право существовало параллельно им. Так как Ли были буддистами, наказания за нарушение законов не были суровы.
Основой экономики при Ли было сельское хозяйство. Технически, все возделываемые земли принадлежали императору, он распределял земли между деревнями, которые самостоятельно раздавали участки семьям. Семьи платили ежегодный налог, а также выполняли обязательные работы и отправляли своих членов в армию.
Указами двора проводилась мелиорация и речные работы. Забой буйволов и волов строго запрещался, так как они предоставляли незаменимую в хозяйстве тягловую силу.
Поздние Ли поощряла торговлю с империей Сун, Явой и Сиамом. Торговля с Сун процветала на границах. Торговцы с дайвьетского двора и частники часто посещали китайские порты и продавали там специи, слоновую кость и соль за шёлк. Ли основали Вандон (вьет. Vân Đồn) (находится на территории Куангниня). Вандон был одним из важнейших торговых портов Юго-Восточной Азии сотни лет. С другой стороны, двор, особенно в правление императора Тхай Тонга, пропагандировал употребление местных продуктов.
По неизвестной причине император Као Тонг (вьет. Cao Tông) запретил торговлю солью и металлами, что вызвало волнения и привело к падению династии.

#### Религиозная политика
Игравшая при ранних Ле большую роль буддийская сангха, сохраняет важнейшую роль в государстве, её глава остается духовником и советником монарха при новой династии; влияние буддийского духовенства даже усиливается. Отмечалось, что Ли Тхай То «всегда приглашал во дворец бонзу Да Бао и беседовал с ним о дао („истинном пути“). Бонза принимал участие в решении всех политических дел династии». Во много это связано с тем, что Ли Тхай То, будучи сам учеником буддийского монаха, покровительствовал вьетнамскому изводу чань-буддизма, традиции тхиен. Однако такая роль буддизма была связана не только с личными предпочтениями императора: буддийские храмы и пагоды были центрами образования, поэтому чиновничий слой при Поздних Ли выходил из этой среды, тем более, что получение монашеского «звания» проходило после прохождения экзамена, санкционированного государством, что было выгодно создаваемому централизованному государству. По мнению Д. В. Деопика, в это время «степень слияния светской и духовной власти была „стандартно высока“, как и везде в это время в ЮВА».
Ли Тхай То широко развернул строительстве буддийских культовых сооружений, посылал посольство в Китай за Трипитакой, отобрал «более тысячи жителей столицы, сделав их буддийскими и даосскими монахами». Конфуцианство по-видимому играло незначительную роль или не играло её вообще. Через несколько веков ученый-конфуцианец с ревностью писал: «В области Тхьендык… возвели восемь буддийских монастырей. А еще подновили монастыри и даосские кумирни во всех провинциях и обратили в буддийских монахов более тысячи человек в столице. При этом расход сил и средств на строительные работы невозможно выразить словами. Но ведь средства — они дождем с Неба не падают, а силы — они не духами подаются. Разве это не выжимание жизненных соков из народа?! И разве можно выжимание соков из народа назвать заботой о его благоденствии?!.. Закономерно, что после него из поколения в поколение [императоры Ли] возводили возносившиеся к облакам крыши и стены. Устанавливали монастырские колонны из резного камня. Палаты Будды размерами и красотой многократно превосходили обиталище монарха. А низы народа подражали этому. Дело доходило даже до казней, ссылки, разорения, пренебрежения к родичам. Больше половины населения превратилось в монахов. А в государстве, куда ни сунься — везде монастыри».

## Упадок и репатриация в Корею
На протяжении тридцати лет двор разрывали усобицы воюющих диктаторов. Гражданская война окончилась победой имперских сил под командованием Чан Тху До (вьет. Trần Thủ Độ), главы клана Чан. Через несколько лет последняя правительница династии Ли оставила трон в пользу своего консорта Чан Каня (вьет. Trần Cảnh), племянника Чан Тху До.
В 1226 году Ли пала, некоторые члены клана бежали в Корею.

## Императоры
|          |          |          |          |          |          |  |  |  |  |  |  |  |  |  |  | Тхай-то    |  |  |  |  |  |  |  |  |  |  |  |  |  |  |  |               |               |               |               |               |               |  |  |  |  |  |  |  |  |  |  |  |  |  |  |
|          |          |          |          |          |          |  |  |  |  |  |  |  |  |  |  |            |  |  |  |  |  |  |  |  |  |  |  |  |  |  |  |               |               |               |               |               |               |  |  |  |  |  |  |  |  |  |  |  |  |  |  |
|          |          |          |          |          |          |  |  |  |  |  |  |  |  |  |  | Тхай-тонг  |  |  |  |  |  |  |  |  |  |  |  |  |  |  |  |               |               |               |               |               |               |  |  |  |  |  |  |  |  |  |  |  |  |  |  |
|          |          |          |          |          |          |  |  |  |  |  |  |  |  |  |  |            |  |  |  |  |  |  |  |  |  |  |  |  |  |  |  |               |               |               |               |               |               |  |  |  |  |  |  |  |  |  |  |  |  |  |  |
|          |          |          |          |          |          |  |  |  |  |  |  |  |  |  |  | Тхань-тонг |  |  |  |  |  |  |  |  |  |  |  |  |  |  |  |               |               |               |               |               |               |  |  |  |  |  |  |  |  |  |  |  |  |  |  |
|          |          |          |          |          |          |  |  |  |  |  |  |  |  |  |  |            |  |  |  |  |  |  |  |  |  |  |  |  |  |  |  |               |               |               |               |               |               |  |  |  |  |  |  |  |  |  |  |  |  |  |  |
|          |          |          |          |          |          |  |  |  |  |  |  |  |  |  |  |            |  |  |  |  |  |  |  |  |  |  |  |  |  |  |  |               |               |               |               |               |               |  |  |  |  |  |  |  |  |  |  |  |  |  |  |
| Нян-тонг | Нян-тонг | Нян-тонг | Нян-тонг | Нян-тонг | Нян-тонг |  |  |  |  |  |  |  |  |  |  |            |  |  |  |  |  |  |  |  |  |  |  |  |  |  |  | Сунг Хьен Хау | Сунг Хьен Хау | Сунг Хьен Хау | Сунг Хьен Хау | Сунг Хьен Хау | Сунг Хьен Хау |  |  |  |  |  |  |  |  |  |  |  |  |  |  |
| Нян-тонг | Нян-тонг | Нян-тонг | Нян-тонг | Нян-тонг | Нян-тонг |  |  |  |  |  |  |  |  |  |  |            |  |  |  |  |  |  |  |  |  |  |  |  |  |  |  | Сунг Хьен Хау | Сунг Хьен Хау | Сунг Хьен Хау | Сунг Хьен Хау | Сунг Хьен Хау | Сунг Хьен Хау |  |  |  |  |  |  |  |  |  |  |  |  |  |  |
|          |          |          |          |          |          |  |  |  |  |  |  |  |  |  |  |            |  |  |  |  |  |  |  |  |  |  |  |  |  |  |  | Тхан-тонг     |               |               |               |               |               |  |  |  |  |  |  |  |  |  |  |  |  |  |  |
|          |          |          |          |          |          |  |  |  |  |  |  |  |  |  |  |            |  |  |  |  |  |  |  |  |  |  |  |  |  |  |  |               |               |               |               |               |               |  |  |  |  |  |  |  |  |  |  |  |  |  |  |
|          |          |          |          |          |          |  |  |  |  |  |  |  |  |  |  |            |  |  |  |  |  |  |  |  |  |  |  |  |  |  |  | Ань-тонг      |               |               |               |               |               |  |  |  |  |  |  |  |  |  |  |  |  |  |  |
|          |          |          |          |          |          |  |  |  |  |  |  |  |  |  |  |            |  |  |  |  |  |  |  |  |  |  |  |  |  |  |  |               |               |               |               |               |               |  |  |  |  |  |  |  |  |  |  |  |  |  |  |
|          |          |          |          |          |          |  |  |  |  |  |  |  |  |  |  |            |  |  |  |  |  |  |  |  |  |  |  |  |  |  |  | Као-тонг      |               |               |               |               |               |  |  |  |  |  |  |  |  |  |  |  |  |  |  |
|          |          |          |          |          |          |  |  |  |  |  |  |  |  |  |  |            |  |  |  |  |  |  |  |  |  |  |  |  |  |  |  |               |               |               |               |               |               |  |  |  |  |  |  |  |  |  |  |  |  |  |  |
|          |          |          |          |          |          |  |  |  |  |  |  |  |  |  |  |            |  |  |  |  |  |  |  |  |  |  |  |  |  |  |  | Хюэ-тонг      |               |               |               |               |               |  |  |  |  |  |  |  |  |  |  |  |  |  |  |
|          |          |          |          |          |          |  |  |  |  |  |  |  |  |  |  |            |  |  |  |  |  |  |  |  |  |  |  |  |  |  |  |               |               |               |               |               |               |  |  |  |  |  |  |  |  |  |  |  |  |  |  |
|          |          |          |          |          |          |  |  |  |  |  |  |  |  |  |  |            |  |  |  |  |  |  |  |  |  |  |  |  |  |  |  | Ли Тьеу-хоанг |               |               |               |               |               |  |  |  |  |  |  |  |  |  |  |  |  |  |  |